# 앤 크리스티

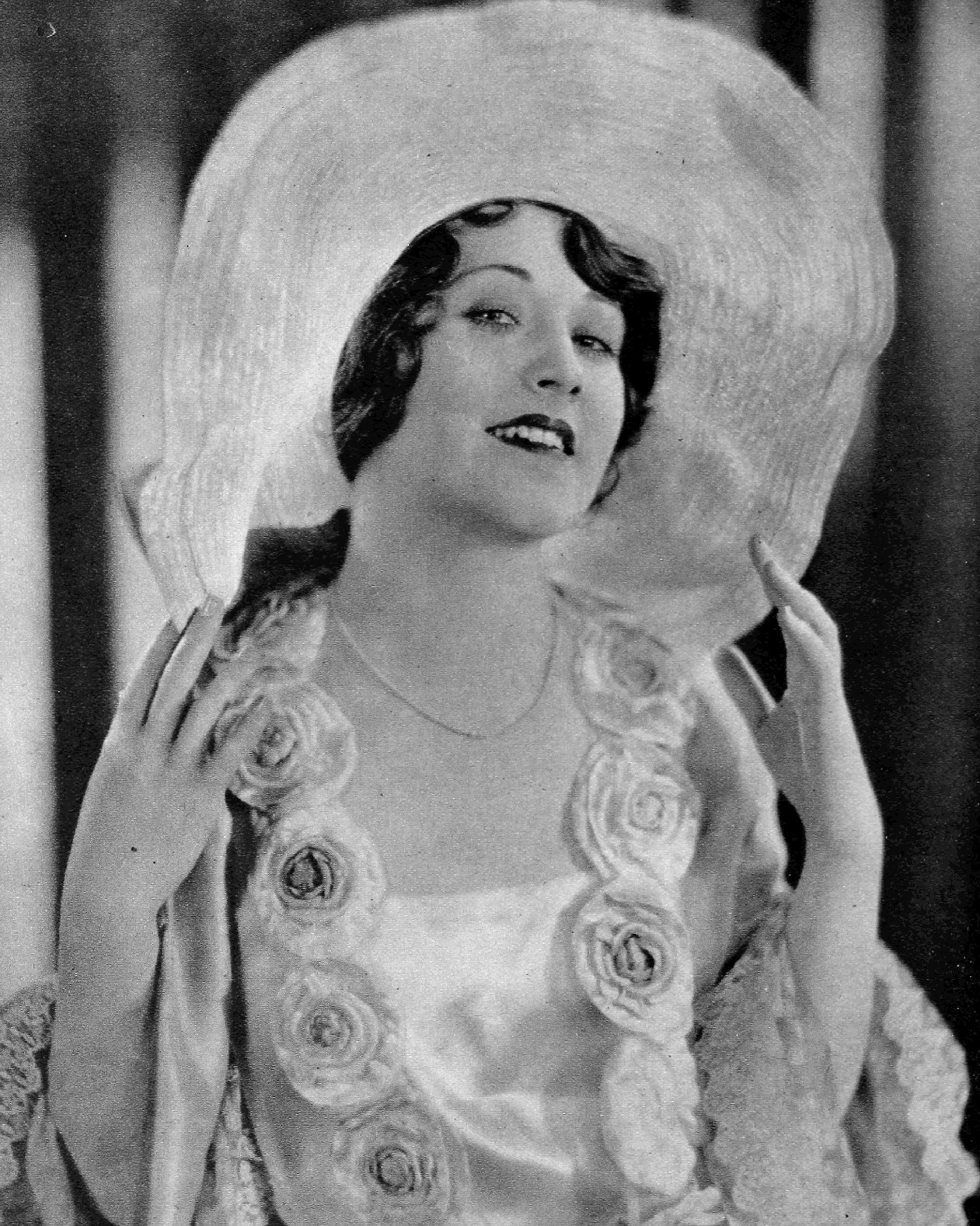

앤 크리스티(Ann Christy, 1905년 5월 31일 ~ 1987년 11월 14일)는 미국의 배우, 영화배우이다.
로건즈포트에서 태어났다.

## 영화
- 헐리우드 가는 길 (1947년)
- 스피디 (1928년)
- 긴 바지 (1927년)